# Baaba Maal
Baaba Maal (Podor, 12 november 1953) is een Senegalese zanger die meer dan 15 albums uit heeft gebracht.

## Biografie
Maal werd in Noord-Senegal geboren en behoort tot het volk Toucouleur, een subgroep van de Fulbe. Zijn ouders waren vissers en zijn moeder zong daarnaast ook graag voor haar plezier. Hierdoor raakte hij met a capella vertrouwd. In 1974 besloot hij in Dakar muziek te studeren. Hier ontving hij een studiebeurs voor de École nationale supérieure des beaux-arts en vertrok vervolgens voor een muziekstudie naar Parijs.
In 1984 keerde hij voorgoed naar Senegal terug; zijn moeder was inmiddels overleden. Net voor zijn terugkeer richtte hij de band Daande Leñol (Stem van het Volk) op, waarin onder meer zijn levenslange vriend en griot Mansour Seck meespeelde.
Baaba Maal probeert een eigen muziekstijl te ontwikkelen die dichtbij zijn wortels ligt, met instrumenten als kora en sabar. Hij past echter ook moderne elementen toe zoals de elektrische gitaar.
Tijdens diens Europese tournee van 1990 ontmoet hij Peter Gabriel en werkt hij vervolgens mee aan diens album Passion. In 1998 werd hij bekroond met een Prins Claus Prijs.
In 1999 speelde hij op het grote Sziget-festival op het Óbuda-eiland in Boedapest. Op 7 juli 2007 behoorde hij tot de sterren van het Live Earth Concert in Zuid-Afrika. In 2008 nam hij de titelsong van het computerspel Far Cry 2 op.
Zijn album Djam Leelii met Mansour Seck uit 1989 en zijn album Lam Toro uit 1992 belandden beide op de lijst van 1001 Albums You Must Hear Before You Die.
In 2015-2016 deed hij met de band Mumford & Sons een tournee door Zuid-Afrika en werkte hij met hen aan onder meer het nummer 'There Will Be Time'. Dit nummer kwam terecht op het minialbum Johannesburg, dat in juni 2016 werd uitgebracht. Op het album waren bijdragen te horen van Baaba Maal, Mumford & Sons, The Very Best en Beatenberg. Het album stond in juni 2016 een week op nummer 1 in de Nederlandse Midprice Top 50.
Voor de Marvel Studios-film Black Panther uit 2018 werkte Maal mee als zanger voor enkele nummers op de soundtrack. Dit deed hij ook voor de vervolgfilm Black Panther: Wakanda Forever uit 2022, waarin hij tevens verscheen als de zanger op de begrafenis van Black Panther.

## Discografie
- Wango, 1988
- Djam Leelii, 1989
- Taara, 1990/97
- Baayo, 1991
- Lam Toro, 1992
- Wango, 1994
- Firin' in Fouta, 1994
- Gorel, 1995
- Nomad Soul, 1998
- Djam Leelii: The Adventurers, 1998
- Live at the Royal Festival Hall, 1999
- Jombaajo, 2000
- Missing You, 2001
- The Best of the Early Years (compilatie), 2003
- Palm World Voices: Baaba Maal (compilatie), 2005
- On The Road (compilatie), 2008
- Television, 2009
- There Will Be Time, 2016
- The Traveller, 2016
- Being, 2023